# Llandybie
Llandybie är en ort och community i Storbritannien.   Den ligger i kommunen Carmarthenshire och riksdelen Wales, i den södra delen av landet, 270 km väster om huvudstaden London. 
Llandybie community omfattar även byarna Blaenau, Caerbryn, Chapel Hendre, Cwmgwili, Pentregwenlais, Penybanc, Pen-y-groes och Saron.